# Passione eterna (brano musicale)
Passione eterna è una canzone interpretata da Mario Merola in lingua napoletana, singolo pubblicato nel 1972; album omonimo (West Record – WLP 101).

## Storia
Scritto da Vittorio Annona, musicato da Enzo di Domenico con la partecipazione di Aurelio Fierro e Mario Merola ed edito dalla Giada, il brano fu presentato da Mario Merola ad Un disco per l'estate nell'edizione del 1972. Tale edizione del programma segna il record di canzoni in gara che furono 64. La canzone fu una delle 28 promosse alle prime due serate a Sain Vincent, ma non arrivò tra le 14 della serata finale. Dal 18 giugno ai primi di settembre dell'anno di pubblicazione il brano, insieme agli altri 28, è ripetuto a rotazione negli appositi spazi radiofonici intitolati Vetrina di un disco per l'estate.

## Interpretazioni
Mario Merola è il primo ed anche il più famoso interprete del brano, esso è infatti uno dei più grandi successi del cantante e attore italiano. 
Nel corso degli anni è stato interpretato anche da altri artisti quali:
- 1976 - Enzo di Domenico, album Canto p' 'e cantà i miei successi (Vis Radio – VIS LP 2090).
- 2005 - Valentina Stella, album Passione eterna (BMG Ricordi – 82876692962).
- 2006 - Mauro Nardi, album Mauro Nardi canta Mario Merola (Zeus Record).
- 2021 - Caterina Russo, album Napoli... ieri e oggi (Caterina Russo).
- Mauro Caputo
- Francesco Merola

## Cinema
Il brano è presente, nell'interpretazione dalla cantante Valentina Stella, nel film Benvenuti al Sud di Luca Miniero con Alessandro Siani e Claudio Bisio.